# Rapporti sessuali nello spazio
Il tema dei rapporti sessuali umani nello spazio è una materia di studio che ha preso sempre più importanza sin dall'inizio dei primi viaggi spaziali. Già dopo lo sbarco sulla Luna, infatti, quando si iniziò a guardare verso un futuro viaggio verso Marte, si aprì il dibattito sul fatto che costringere gli astronauti, ossia persone solitamente nel pieno dell'età e in piena forma fisica, a un'astinenza di mesi in un ambiente ristretto avrebbe potuto condurre a una sofferenza sia fisica sia psicologica degli stessi. Altre dichiarazioni rilasciate dalla NASA a partire dal 2009 sulla volontà di installare future basi lunari da cui cominciare una colonizzazione umana del sistema solare hanno poi reso la questione dei rapporti sessuali umani, e quindi anche delle gravidanze a essi seguenti, un tema centrale dell'esplorazione spaziale.
Le più grandi difficoltà a effettuare un amplesso nello spazio sono dovute a quanto enunciato nel terzo principio di Newton sulla dinamica dei corpi. Conseguenza del terzo principio è, ad esempio, il fatto che, se la coppia rimane attaccata, i loro movimenti si contrapporranno e di conseguenza le loro azioni non cambieranno la loro velocità, a meno che essi non siano influenzati da un altro oggetto a loro non attaccato. A questo si sommano poi tutte le difficoltà dovute alla particolare situazione di gravità e microgravità e al comportamento del corpo umano in tali ambienti.

## Aspetti fisiologici
Durante i viaggi e le permanenze nello spazio finora effettuati, sono stati osservati numerosi cambiamenti fisiologici, molti dei quali possono influenzare il sesso e la procreazione e la cui causa rimane incerta. Potrebbero infatti essere dovuti a variazioni di gravità, elevate dosi di radiazioni, situazioni di isolamento, alterazioni dei cicli cardiaci, eccessivo stress o a una combinazione di questi fattori.
La vita sulla Terra, e di conseguenza i processi riproduttivi di tutte le specie e le generazioni che l'hanno abitata, si è evoluta sotto la costante influenza del campo gravitazionale del nostro pianeta ed è quindi indispensabile studiare come l'ambiente spaziale influisca sulle fasi critiche della riproduzione dei mammiferi e sullo sviluppo di eventi che influenzano la fecondazione, la gravidanza, la nascita e la maturazione.

### Studi sulla fertilità maschile
Poiché il processo per ottenere un campione di sperma è abbastanza semplice e lavorare con questo tipo di campione non pone gravi problemi etici, sono stati condotti numerosi studi sulla vitalità del seme umano nello spazio e su come le condizioni spaziali, in particolar modo microgravità e radiazioni, lo influenzino.
Uno studio del 2019 condotto da un gruppo di scienziati spagnoli ha dimostrato che le condizioni di assenza di gravità o microgravità che si verificano nello spazio non influiscono sulla vitalità del seme umano, né su quello congelato, né su quello a temperatura ambiente. Per simulare le condizioni di assenza di gravità, i campioni di seme sono stati portati a bordo di aerei acrobatici che, effettuando voli parabolici, hanno simulato ambienti di microgravità. Nello specifico, si è trattato di venti picchiate in caduta libera della durata di otto secondi l'una. Il tutto ha consentito di dimostrare che, contrariamente alle radiazioni, l'assenza di gravità non influisce sulla fertilità maschile nel breve periodo.
Al 2020, la NASA sta ancora portando avanti un'indagine chiamata Micro-11, in cui campioni di sperma umano sono stati lanciati per la prima volta nello spazio. L'obiettivo di questa ricerca, della quale non sono ancora noti i risultati, è determinare come le radiazioni spaziali possano influenzare le cellule riproduttive maschili umane. Per valutare invece i sistemi di protezione del seme congelato, l'agenzia aerospaziale giapponese ha inviato nello spazio campioni di sperma di topo che sono rimasti congelati sulla Stazione spaziale internazionale (ISS) per nove mesi. Una volta tornati sulla Terra, questi campioni sono stati utilizzati per fecondare ovociti freschi e sono stati ottenuti embrioni vitali. Ciò a dimostrazione del fatto che il seme rimasto nello spazio era stato mantenuto in buone condizioni.
Se da un lato l'assenza di gravità non influisce sulla vitalità del seme, essa pone però alcune difficoltà per quanto riguarda il raggiungimento dell'erezione. Essa ha infatti un effetto rilassante sui vasi sanguigni: il sangue tende a percolare piuttosto che essere pompato, perciò è difficile pensare che un uomo possa raggiungere un'erezione funzionale per la penetrazione. Ma non è tutto: oltre a perdere potenza e dimensione, l'assenza di gravità sembrerebbe ridurre anche la produzione di testosterone, l'ormone sessuale maschile, anche se alcuni studi sembrano suggerire, senza chiarirne il motivo, che ciò accada solo nei primi giorni di rientro da lunghe permanenze, quindi non durante la permanenza stessa, o nel caso di permanenze brevi.
Nel capitolo dedicato al sesso nello spazio del suo libro Packing for Mars, la giornalista Mary Roach riporta una dichiarazione di Buzz Aldrin, il quale al proposito affermò che gli astronauti del programma Mercury e del programma Gemini avevano registrato una totale assenza di attività nelle parti intime per l'intera durata delle missioni. D'altro canto però, a testimoniare che l'erezione non è del tutto irraggiungibile, nel suo libro del 2006 l'ex astronauta Richard Mullane ha scritto di aver sperimentato, nello spazio, erezioni più generose del solito.

### Studi sulla fertilità femminile
Negli anni sono stati condotti anche studi dedicati alla comprensione di come la microgravità influenzi i gameti femminili, tutti utilizzando campioni non umani. Il risultato di tali studi è stato che, nella maggior parte dei casi analizzati, l'assenza di gravità aveva influito negativamente sul corretto rilascio degli ormoni sessuali, sul numero di follicoli e sulla maturazione degli ovociti. Affinché sia tuttavia possibile confermare queste informazioni anche per i gameti femminili umani, sono necessari ulteriori studi.
Per quanto riguarda le astronaute, è noto che spesso, durante la permanenza nello spazio, esse sopprimono il loro ciclo mestruale usando i contraccettivi (principalmente pillole contraccettive che hanno come principio attivo l'associazione estro-progestinica). Molte di esse ritardano la maternità fino a quando non hanno già completato diversi voli spaziali e, poiché l'età media al primo volo spaziale è di 38 anni, per rimanere incinte molte fanno uso della fecondazione assistita, con tassi di successo, secondo quanto riferito, che non differiscono da quelli delle donne di età simile che non hanno viaggiato o soggiornato nello spazio.
Se è vero che la microgravità potrebbe dare alcuni vantaggi dato che le zone erogene tendono a essere più sensibili in virtù di un'irrorazione sanguigna più diffusa, che i tessuti vaginali si possono espandere con maggiore facilità e che gli ormoni femminili sembrano reagire bene alla gravità zero, d'altra parte però la poca contrazione dei muscoli bulbocavernosi che circondano l'orifizio vaginale, dovuta alla microgravità, non permette l'irrorazione dei bulbi vestibolari, i quali non garantiscono quindi il sufficiente attrito al pene. Un'altra cosa che potrebbe creare problemi, poi, è la poca lubrificazione vaginale dovuta al fatto che, in assenza di gravità, i liquidi secreti dal corpo, compresi anche lacrime e sudore, tendono a ristagnare nel punto di secrezione. Ciò, in effetti, non renderebbe il rapporto impossibile, ma quantomeno poco piacevole.

### Concepimento e gravidanza
Anche per quanto riguarda il concepimento e la gravidanza al di fuori della Terra, il problema principale da considerare è la mancanza di accelerazione gravitazionale. Si ritiene infatti che, in assenza di gravità, si potrebbero verificare nel feto problemi di natura cardiovascolare, malformazioni degli arti, impedimenti neurologici e problemi dello sviluppo dell’apparato visivo. A questi andrebbe poi aggiunto il problema delle radiazioni cosmiche che danneggiano il DNA del feto. Attualmente nessuno sa quali possano essere gli effetti: malformazioni o aborti spontanei.
Gli studi finora condotti sulla riproduzione dei mammiferi in ambienti di microgravità hanno visto l'esecuzione di esperimenti sui ratti. Nei vari casi, sebbene il feto si sia sviluppato correttamente dopo l'esposizione alla gravità terrestre, i feti concepiti e inizialmente sviluppatisi in ambiente di microgravità non avevano la capacità di raddrizzarsi. Un altro studio ha invece esaminato la fecondazione degli embrioni di topo in condizioni di microgravità, notando che, sebbene la fecondazione in vitro possa avvenire normalmente in tali ambienti, un normale sviluppo preimpianto dell'embrione ha bisogno della gravità terrestre per poter avvenire.
Altri esperimenti basati sulle piante e condotti simulando l'assenza di gravità grazie a speciali centrifughe, hanno poi dimostrato che tali condizioni danneggiano in maniera irreparabile i canali di comunicazione intracellulare e inibiscono i normali processi di divisione e accrescimento delle cellule, e che quindi un ambiente di microgravità porterebbe allo sviluppo di un feto.

## Aspetti psicosociali
Le ripercussioni psicosociali dei rapporti sessuali e della riproduzione nello spazio possono essere considerate problematiche almeno quanto le relative difficoltà fisiologiche. Nel futuro prossimo, le squadre spaziali saranno formate da un numero relativamente piccolo di individui e, se le coppie si formassero all'interno dell'equipaggio durante la missione, ciò potrebbe avere conseguenze sui rapporti di lavoro nell'equipaggio e influenzare il successo dell'intera missione. Per questo, per la futura selezione degli equipaggi che effettueranno lunghe missioni spaziali, la qualità delle relazioni umane, la capacità di vivere in stretta vicinanza e la compatibilità reciproca saranno considerati fattori determinanti.
Secondo quando asserito da Lyubov Serova, dell'Istituto per Problemi Biomedici, un istituto russo leader nella ricerca sulla medicina spaziale, specialista nel campo della procreazione nelle condizioni di volo spaziale, il sesso nello spazio non è di per sé un problema fisico, ma quello che accade è che gli astronauti sono persone talmente concentrate e motivate nel loro lavoro da non sentire bisogno di fare sesso per sfogare le proprie emozioni. A favore di questa tesi, il collega ed ex astronauta russo Valerij Vladimirovič Poljakov, che detiene il record per il più lungo soggiorno ininterrotto nello spazio con 437 giorni a bordo della Mir, ha affermato che l'impossibilità di potersi rilassare con il sesso non ha mai causato l'interruzione di alcuna missione spaziale.

## Storia e congetture
Già nel 1973 lo scrittore Isaac Asimov pubblicò un articolo intitolato Sex in a Spaceship, in cui speculava sul come sarebbe stato il sesso in assenza di peso, anticipando alcuni degli effetti, poi effettivamente riscontrati, che un ambiente a microgravità avrebbe avuto sul corpo umano e quindi sull'amplesso.

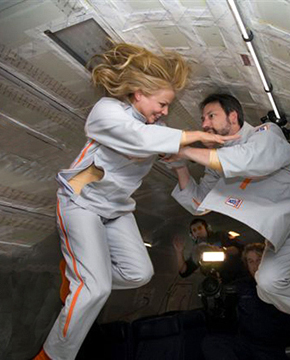
Il test della tuta 2suit, che dovrebbe facilitare il rapporto sessuale in condizioni di microgravità.

La NASA, così come l'agenzia spaziale russa, ha sempre negato che ci siano stati tentativi di accoppiamento nello spazio.
Esiste però una discreta schiera di giornalisti ed esperti del settore che ritengono che in realtà le agenzie spaziali stiano facendo di tutto per non rendere pubbliche tali sperimentazioni, temendo le conseguenze che potrebbero avere sull'opinione pubblica. Alle affermazioni di chi, come già menzionato, asserisce che gli astronauti sono così concentrati sulla propria missione da non sentire la mancanza del sesso e di non provare quindi una forte libido, costoro rispondono che in realtà molti fattori contribuiscono a pensare che la libido ci sia, e che sia tutt'altro che debole. Uno di questi fattori sarebbe la consapevolezza di fare sesso in un luogo in cui nessuno l'ha fatto prima, fattore che aumenta la libido anche sulla Terra, unitamente al fatto che gli astronauti sono generalmente persone di ottima prestanza fisica e dotati di spiccato intelletto.
Esistono dunque delle speculazioni sul fatto che rapporti sessuali di coppia sarebbero già avvenuti nello spazio. Le più note di queste riguardano la cosmonauta sovietica Svetlana Evgen'evna Savickaja che, nell'agosto del 1982, trascorse diversi giorni in compagnia di quattro colleghi maschi (come peraltro successo poi in seguito diverse altre volte a diverse altre astronaute in un rapporto numerico ancora più "sfavorevole") a bordo della stazione spaziale Saljut 7, e la coppia formata dagli astronauti statunitensi Nancy Jan Davis e Mark Lee che, partendo con la missione STS-47 nel settembre del 1992, furono i primi coniugi nello spazio. Tali speculazioni sono però del tutto infondate, essendo basate su voci di corridoio o sul ritrovamento di "misteriosi documenti non ufficiali" delle diverse agenzie.
Se, quindi, non ci sono mai stati, né sono in programma, simili tentativi da parte delle agenzie spaziali governative, è però vero che molte delle nuove aziende che si apprestano a lanciare i primi voli di turismo spaziale hanno cominciato a prendere in considerazione l'idea di dare la possibilità di avere rapporti sessuali in orbita, come nel caso di Virgin Galactic.
Negli anni poi si sono susseguiti diversi annunci più o meno fantasiosi da parte di case di produzione del mondo pornografico, il più famoso dei quali fu quello del sito Pornhub il quale affermò di aver individuato in Johnny Sins ed Eva Lovia i protagonisti dell'ambizioso progetto di girare il primo film pornografico nello spazio. La produzione, intitolata Sexplorations, avrebbe dovuto essere girata in una navicella spaziale in orbita terrestre bassa previo il raggiungimento della cifra di 3,4 milioni di dollari attraverso un'operazione di raccolta fondi online. La raccolta di fondi però non diede il risultato sperato, arrivando a meno del 10% della cifra richiesta, e il progetto fu accantonato.

### Masturbazione
Anche per quanto riguarda la masturbazione, le agenzie spaziali governative non rilasciano dichiarazioni, e gli stessi astronauti sono piuttosto restii a parlarne. Una risposta abbastanza interpretabile è quella data dall'ex cosmonauta russo Aleksandr Ivanovič Lavejkin a Mary Roach, autrice del libro Packing for Mars: alla domanda di quest'ultima su come gli astronauti facessero sesso in orbita, Lavejkin rispose: «Direi, a mano!».

## Attrezzature
Come detto, l'assenza di gravità renderebbe alquanto difficile la consumazione del rapporto sessuale ed è per questo motivo che in diverse aziende si è iniziato a progettare apparati che possano facilitarla. 
Uno fra questi è la tuta 2suit (talvolta scritto anche 2-Suit), inventata dalla scrittrice statunitense Vanna Bonta, a cui venne l'idea dopo aver sperimentato la difficoltà di baciare il proprio marito durante un volo parabolico; la tuta è stata descritta anche nel documentario Sex in Shape trasmesso da History Channel nel 2008. Si tratta in pratica di una normale tuta con una grande apertura a cerniera sul davanti che, una volta aperta, permette di poter agganciare un'altra tuta dello stesso tipo grazie a strisce di velcro a creare una specie di indumento unico, che può poi essere stretto grazie a delle cinghie esterne e che è anche dotato di opportuni apparati che consentono di fissarlo a superfici rigide.